# 2794 Kulik
2794 Kulik (1978 PS3) là một tiểu hành tinh vành đai chính được phát hiện ngày 8 tháng 8 năm 1978 bởi N. Chernykh ở Nauchnyj.